# اریک گوردون
اریک گوردون (انگلیسی: Eric Gordon؛ زاده ۲۵ دسامبر ۱۹۸۸) یک ورزشکار اهل ایالات متحده آمریکا است.